# Mallerenga variable
La mallerenga variable (Sittiparus varius) és una espècie d'ocell passeriforme que pertany a la família Pàrids. Es troba al Paleàrtic oriental al Japó, Corea i localment al nord-est de la Xina (sud de Liaoning) i a l'extrem sud-est de Rússia (sud de les illes Kurils).

## Taxonomia
Va ser descrita pel zoòleg holandès Coenraad Jacob Temminck i l'ornitòleg alemany Hermann Schlegel l'any 1845 i va rebre el nom binomial de Parus varius. Fins a finals del segle xx, la mallerenga variable se sol col·locar amb la majoria dels altres membres de la família de les mallerengues del gènere Parus. El 2005, l'informe d'un estudi filogenètic molecular que examinava seqüències d'ADN mitocondrial de membres de la família de les mallerengues, va recomanar incloure-la al gènere Poecile juntament amb unes quinze espècies. Els autors d'un estudi del 2013 que analitzaven seqüències tant mitocondrials com nuclears, van suggerir dividir Poecile i col·locar la mallerenga variable i el seu tàxon germà, la mallerenga frontblanca al seu propi gènere Sittiparus. El gènere havia estat erigit originalment pel polític i naturalista belga Edmond de Sélys Longchamps el 1884 amb la mallerenga variable com a espècie tipus. Finalment, aquesta proposta va ser adoptada per la Unió Internacional d'Ornitòlegs.
La mallerenga de les Izu (Sittiparus owstoni), la mallerenga d'Iriomote (Sittiparus olivaceus) i la mallerenga de ventre castany (Sittiparus castaneoventris) es consideraven anteriorment com a subespècies de la mallerenga variable, però es van ascendir a l'estatus d'espècie després de la publicació d'un estudi filogenètic el 2014.
S'han descrit diverses subespècies, de les quals una s'ha extingit al segle XX:
- S. v. varius (Temminck i Schlegel, 1845) - Kurils del sud (Kunashir, Shikotan, Iturup), nord-est de la Xina, Corea central i meridional, Japó.
- S. v. sunsunpi (Kuroda, 1919) - Tanegashima.
- S. v. namiyei (Kuroda, 1918) - Illa de Toshima, Niijima i Kōzushima.
- S. v. yakushimensis (Kuroda, 1919) - Yakushima.
- S. v. amamii (Kuroda, 1922) - Amami Ōshima, illes Tokunoshima i Okinawa.
- S. v. orii (Kuroda, 1923) Mallerenga variable Daito - abans illes Daitō (Kitadaitōjima i Minami Daitōjima), extingida c. 1940.

## Descripció
La mallerenga variable fa 12-14 cm de llarg i pesa 16-18 g. La longitud de l'ala és de 6,0-7,8 cm. En la subespècie S. v. varius la corona, el bec, la gola, la part superior del pit i el clatell són negres. El front, la cara i les galtes són blanques. L'esquena, les ales i la cua són de color gris blavós. El mantell, la part inferior del pit, el ventre i les cobertores inferiors de la cua són de color castany. Des de la corona fins al clatell corre una fina línia central blanca. Les potes són de color gris fosc.
L'hàbitat consisteix en boscos mixtes oberts, en particular amb l'espècie japonesa Castanopsis Castanopsis cuspidata i làrix japonès, boscos de coníferes amb teixos japonesos, Criptomeria (sugi) i pins, així com boscos de bambú als vessants de les muntanyes i a les valls fluvials.
Té una dieta mixta formada per llavors i insectes, principalment erugues.
La crida consisteix en tons minúsculs que sonen com "tzu….tzu….tzu…"

## En cultura japonesa
Al Japó s'han utilitzat mallerengues variables en una mena d'espectacle anomenat "omikujihiki" per dibuixar endevinalles (omikuji). Utilitzant un petit model de santuari xintoista, els ocells dipositen una moneda, trucaran el timbre, obriran la porta, trauran un endevinalla i tornaran amb ell. També poden utilitzar els seus becs per obrir-lo tallant una corda o una cinta.

## Nota
1. ↑  Fauna Japonica es va publicar en fascicles. Tot i que la descripció de la mallerenga variable a les pàgines 71-72 es va incloure als fascicles IV-VIII que es van publicar el 1848,[4] la làmina 35  es va publicar en el fascicle 2 el juliol de 1845.[5]